# Laurensberg
Laurensberg ist ein Stadtteil und ein Stadtbezirk von Aachen.
Zum Stadtbezirk Laurensberg gehören neben Laurensberg selbst die Stadtteile Orsbach, Seffent, Soers, Vaalserquartier und Vetschau, ferner die Wohngebiete Gut Kullen und Steppenberg sowie Randgebiete des Stadtteils Hörn.
Laurensberg ist nicht zu verwechseln mit dem in den 1970er Jahren abgebaggerten Laurenzberg, das zur Stadt Eschweiler gehörte.

## Geografie

### Lage und Beschreibung
Der Stadtbezirk Laurensberg grenzt an die Aachener Stadtbezirke Haaren, Aachen-Mitte und Richterich, die Orte Kohlscheid (Herzogenrath) und Würselen (beide gehören wie Aachen zur Städteregion Aachen), Kelmis und Gemmenich in der belgischen Provinz Lüttich sowie Vaals, Gulpen-Wittem und Bocholtz (Gemeinde Simpelveld) in der niederländischen Provinz Limburg.
Die Fläche des gesamten Stadtbezirks Aachen-Laurensberg beträgt 2997 Hektar mit einer Einwohnerzahl von 20.613.
Das Gebiet Laurensbergs ist, vergleichbar mit dem Gebiet Kornelimünster-Walheims, zu großen Teilen von landwirtschaftlicher Aktivität geprägt und wird hierbei von teils dünn besiedelten Ortschaften durchschnitten.
Die weiteste Ausdehnung in Ost-West-Achse beträgt 9,65 km, in der Nord-Süd-Achse 8,87 km. Der höchste Punkt befindet sich direkt an der belgischen Grenze, südwestlich vom Hof Heldsruh mit 324 m, der niedrigste Punkt mit 128 m an der Grenze zu den Niederlanden im Bereich des grenzgebenden Senserbachs, angrenzend an den westlich gelegenen Ort Mamelis in den Niederlanden.

### Nachbargemeinden und -Bezirke
| Niederlande Bocholtz (Simpelveld) | Aachen Richterich                           | Herzogenrath Kohlscheid |
| Niederlande Vaals                 | Kompassrose, die auf Nachbargemeinden zeigt | Würselen                |
| Belgien Gemmenich                 | Belgien Kelmis                              | Aachen-Mitte            |

### Gewässer

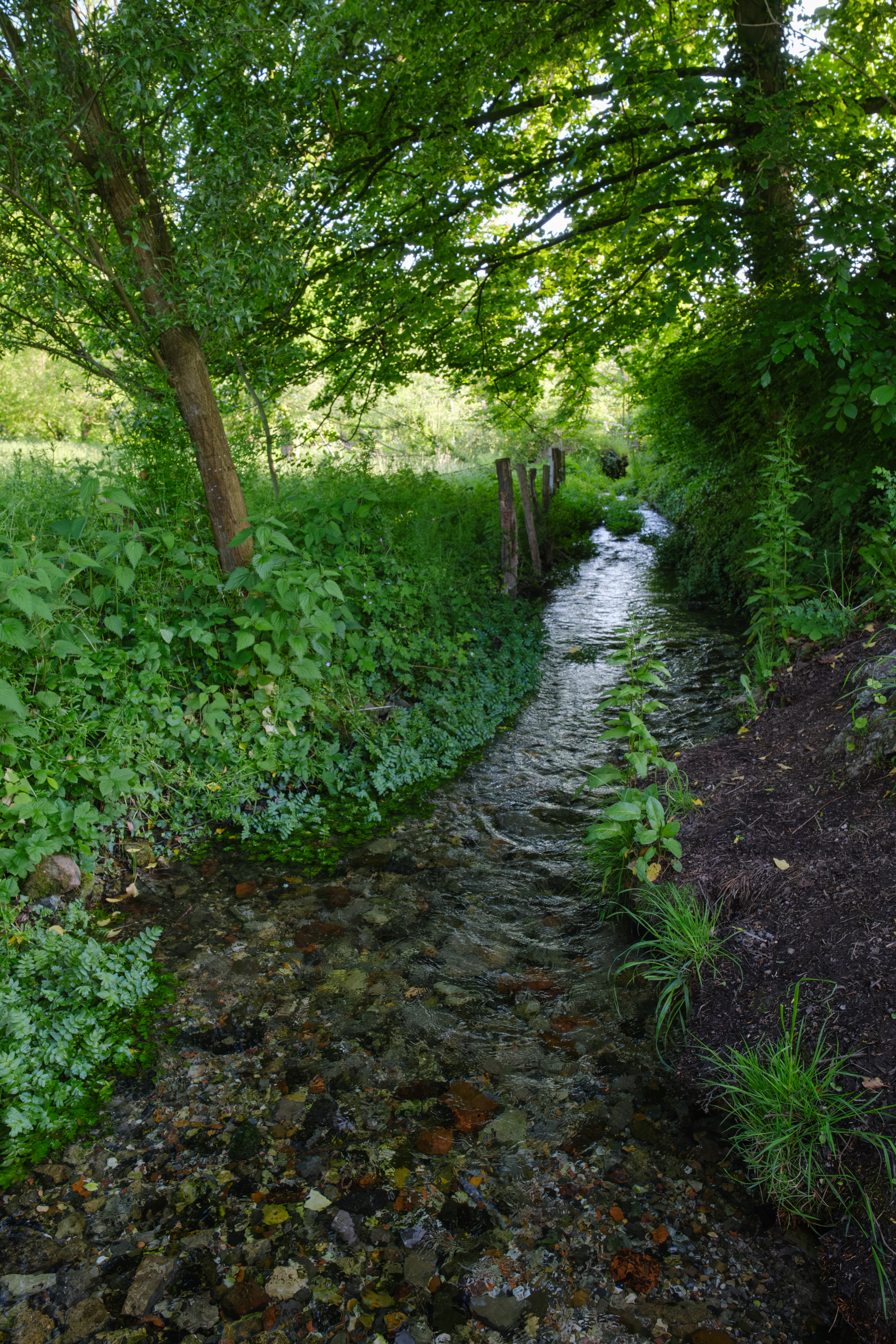
Der frisch bei Seffent entsprungene Wildbach

Aus den sieben Quellen bei Seffent entspringend, zieht der Wildbach sich durch einen Großteil des Laurensberger Gebiets, um im Anschluss in der Wurm zu münden. Dieser war in der Vergangenheit von industrieller Bedeutung. Von ökologischer Bedeutung sind die Ansiedlungen von Bibern im Verlauf des Wildbachs, welche sich entlang der Wurm über das Stadtgebiet Aachens ausbreiten konnten.
Weiterhin erwähnenswert wäre der Dorbach als Zufluss zum Wildbach, welcher seinen natürlichen Verlauf durch die Errichtung des Universitätsklinikums Aachen einbüßte und in direkter Nachbarschaft zum Gebäude durch ein Hochwasserrückhaltebecken fließt.

### Naturschutzgebiete
Auf dem Bezirksgebiet befinden sich insgesamt 3 ausgewiesene Naturschutzgebiete:
1. Orsbacher Wald (21 ha)
2. Seffent mit Wilkensberg + Rabentalweg (17 ha)
3. Schneeberg (15 ha)

## Politik
Mit der Bezirksvertreterwahl vom 13. September 2020 wurde Petra Perschon (Grüne) zur Bezirksbürgermeisterin gewählt.
Die Bezirksvertretungswahlen und die Sitzverteilung im Detail:
Insgesamt verfügt die Bezirksvertretung dabei über 13 Sitze.
| Partei:   | Sitze: |
| GRÜNE     | 5      |
| CDU       | 4      |
| SPD       | 2      |
| FDP       | 1      |
| DIE LINKE | 1      |

## Bauwerke

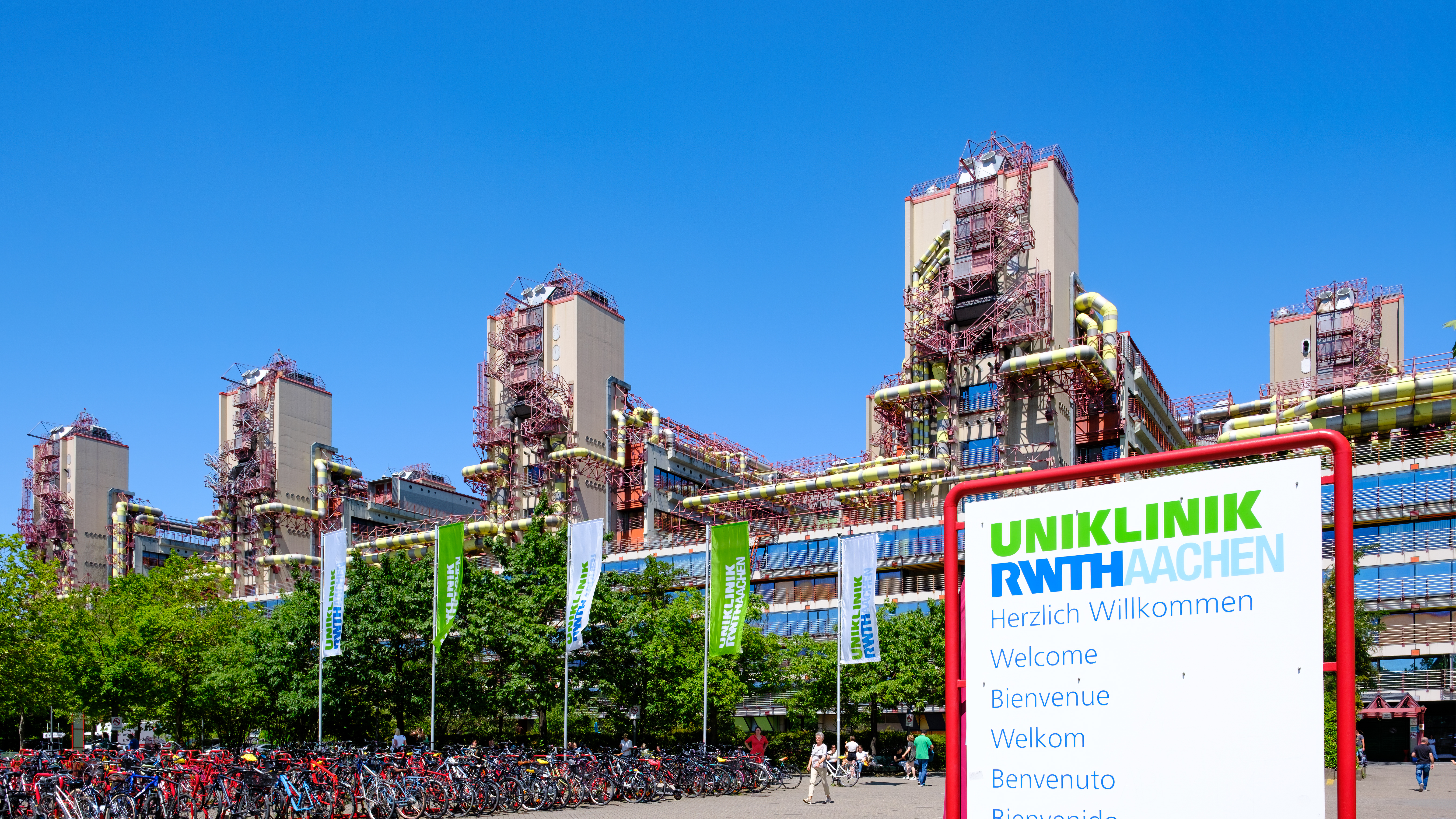
Das Universitätsklinikum Aachen, das größte zusammenhängende Krankenhausgebäude Europas

### Säkularbauten
Gelegen im Stadtbezirk sind eine Vielzahl von Burgen, Schlössern und Herrenhäusern. Dazu gehört, neben dem Soerser Haus (einer ehemaligen Wasserburg), der Burg Seffent und den Niersteiner Höfen, das direkt in Laurensberg und von einem Park umgebene Schloss Rahe. Dieser ehemalige Hof einer Aachener Patrizierfamilie wurde durch den Kaufmann Gerhard Heusch im 18. Jahrhundert in eine vierflügelige Schlossanlage umgebaut.
Ebenfalls vorzufinden ist das Tuchwerk Aachen im Bereich der Soers, durch welches die industrielle Bedeutsamkeit der Tuchindustrie für den Stadtbezirk Laurensberg in musealem Charakter aufgearbeitet wird.
Als modernes Baudenkmal des Brutalismus von Bedeutung, befindet sich (zwischen Seffent und dem Vaalserquartier gelegen) das Universitätsklinikum Aachen mit den angeschlossenen Forschungseinrichtungen der RWTH Aachen in Laurensberg. Dieses grenzt an den Bereich des sogenannten Campus Melaten, dessen Namensgeber das medizinhistorisch interessante Gut Melaten ist.

### Sakralbauten
Laurensberg selbst wird geprägt durch seine, auf einem Hügel weithin sichtbar erbaute, Pfarrkirche St. Laurentius.
In Orsbach, grenznah an den Niederlanden gelegen, befindet sich die Pfarrkirche St. Peter, welche, wie auch St. Laurentius, in der Gemeinschaft der Gemeinden (GdG) Aachen-Nordwest organisiert ist. Die Ursprünge dieses neugotischen Kirchengebäudes gehen auf das Mittelalter zurück, jedoch wurde Orsbach erst in den Jahren 1804 bis 1806, während der französischen Herrschaft, eine eigene Pfarrgemeinde in dem damals gegründeten Bistum Aachen und der heutige Bau erst 1864 in seiner jetzigen Form eingesegnet.
Auf dem gesamten Gebiet des Stadtbezirks befinden sich mehrere Wegekreuze und Bildstöcke.

## Demographie und Bevölkerung
Am 31. Dezember 2017 lebten 20.613 Einwohner in Aachen-Laurensberg.
Strukturdaten der Bevölkerung in Laurensberg:
- Bevölkerungsdichte: 6,9 Einwohner je ha (Aachener Durchschnitt: 15,9 Einwohner je ha)
- Durchschnittsalter: 41,59 Jahre (Aachener Durchschnitt: 40,64 Jahre)
- Ausländeranteil: 17,6 % (Aachener Durchschnitt: 18,2 %)
- Arbeitslosenquote: 4,0 % (Aachener Durchschnitt: 5,8 %)

## Geschichte

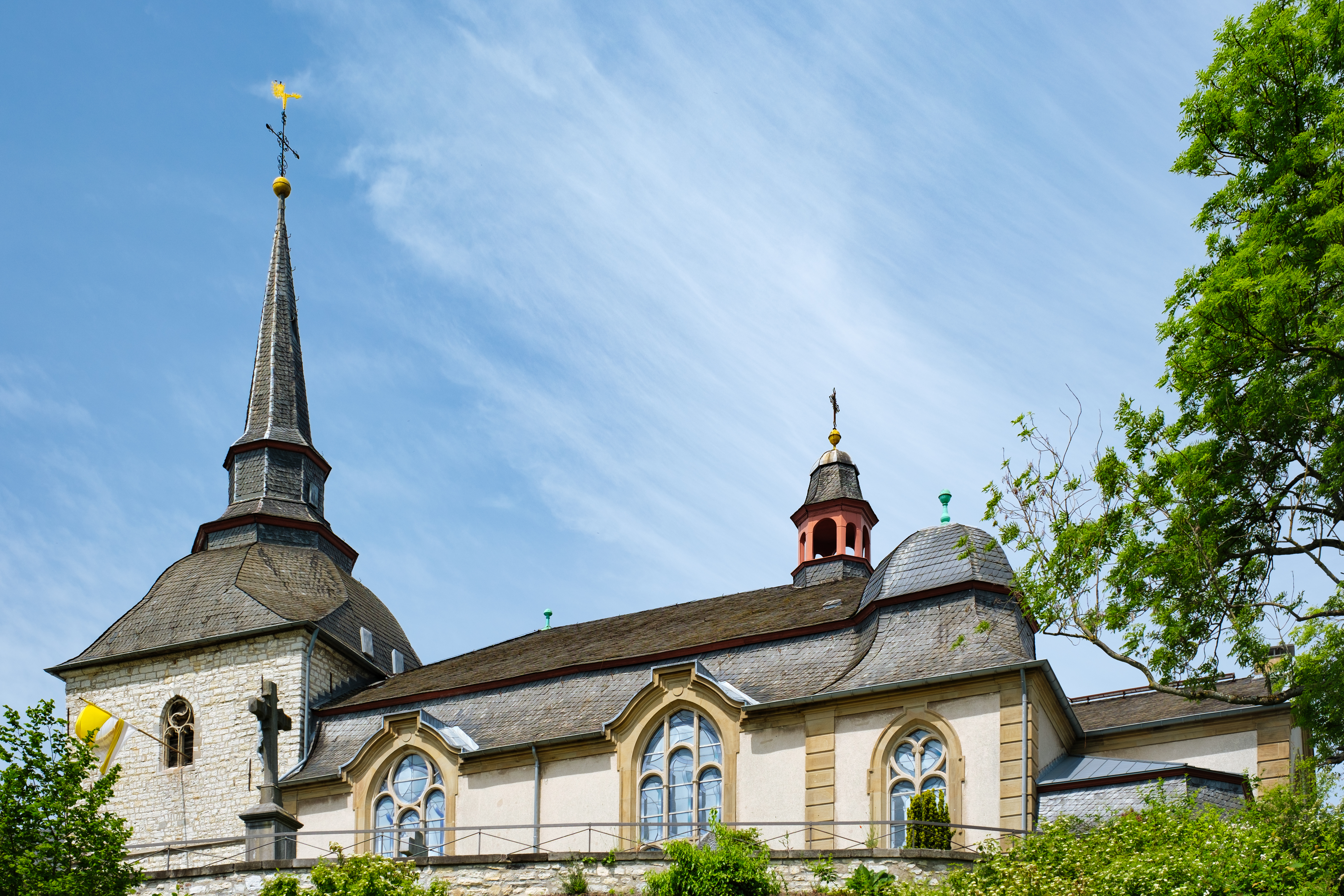
Pfarrkirche St. Laurentius

### Römer und Franken
Auf dem Laurensberger Kirchberg befand sich in römischer Zeit ein römisches Heiligtum, was durch den Fund eines Viergöttersteines bewiesen wurde. Auch lagen römische Herrensitze auf Laurensberger Gemarkung.
Auf dem Kirchberg wurde in karolingischer Zeit eine Kirche errichtet, die urkundlich erstmals am 17. Oktober 870 erwähnt wurde. Mit jener Urkunde schenkte Ludwig der Deutsche der Abtei Prüm die Kirche ad antiquum campum, d. h. die Kirche beim alten Kamp, dem jetzt noch so benannten Gutshof auf dem Kirchberg.
Im Jahre 896 übergab König Zwentibold von Lothringen die Hofgüter Seffent und Schurzelt seiner Verwandten, der Äbtissin Gisela von Nivelles, der Tochter König Lothars II. von Lothringen. Später fielen die Kirche und mit ihr wohl auch die Höfe an das Reich zurück und damit an den Erzbischof Engelbert I. von Köln.

### Erste Erwähnung und Mittelalter
Die erste urkundliche Nachricht über die Ortsbezeichnung St. Laurentii Bergh stammt aus dem Jahre 1218, als der Erzbischof die Kirche dem Aachener Marienstift schenkte, dessen Propst er vorher gewesen war. Laurensberg war schon zu diesem Zeitpunkt mit seiner Pfarrkirche Mittelpunkt eines ausgedehnten Kirchspiels, zu dem Orsbach, Seffent, Laurensberg, Vetschau und Soers sowie Richterich, Scheid, Horbach und Steinstraß gehörten.
Laurensberg war aber bis zum 18. Jahrhundert kein selbständiges Gemeinwesen, sondern bildete im Aachener Reich eine Hirtschaft oder ein Quartier, das Berger Quartier, und gehörte zur Grafschaft Pont.
Die Nähe der Aachener Pfalz dürfte die Ursache dafür sein, dass sich in diesem Gebiet der ehemals römischen Güter, die in fränkischen Fiskalbesitz übergegangen waren, bereits früh königliche Ministerialen ansiedelten und zahlreiche bedeutende Güter entstehen ließen, infolge derer die Landwirtschaft, unterstützt von den Mühlen an den wasserreichen Bächen, dominierend blieb.

### Hl. Römisches Reich
Die Kriege und Fehden, die im Laufe der Jahrhunderte in Aachens Umgebung ausgetragen wurden, hinterließen ihre Spuren auch in der Gemeinde Laurensberg. Oftmals von wütenden Soldatenhorden geplündert, mussten die Einwohner mit hohen Kontributionen die Verteidigungskriege des Magistrats der Freien Reichsstadt Aachen mitfinanzieren.
Erst die Zeit der Französischen Revolution brachte eine Umwälzung der Verhältnisse mit der Auflösung der alten Bindungen des Feudalsystems. Noch einmal musste die Gemeinde während der Revolutionskriege abwechselnd Einquartierungen und die damit verbundenen Ausschreitungen von Seiten der Kaiserlichen und auch der Franzosen ertragen. Erst als 1797 das ganze linksrheinische Gebiet an Frankreich kam, hörten die kriegerischen Auseinandersetzungen auf. Laurensberg gehörte in dieser Zeit zum Kanton Burtscheid.

### Erster Weltkrieg und Moderne

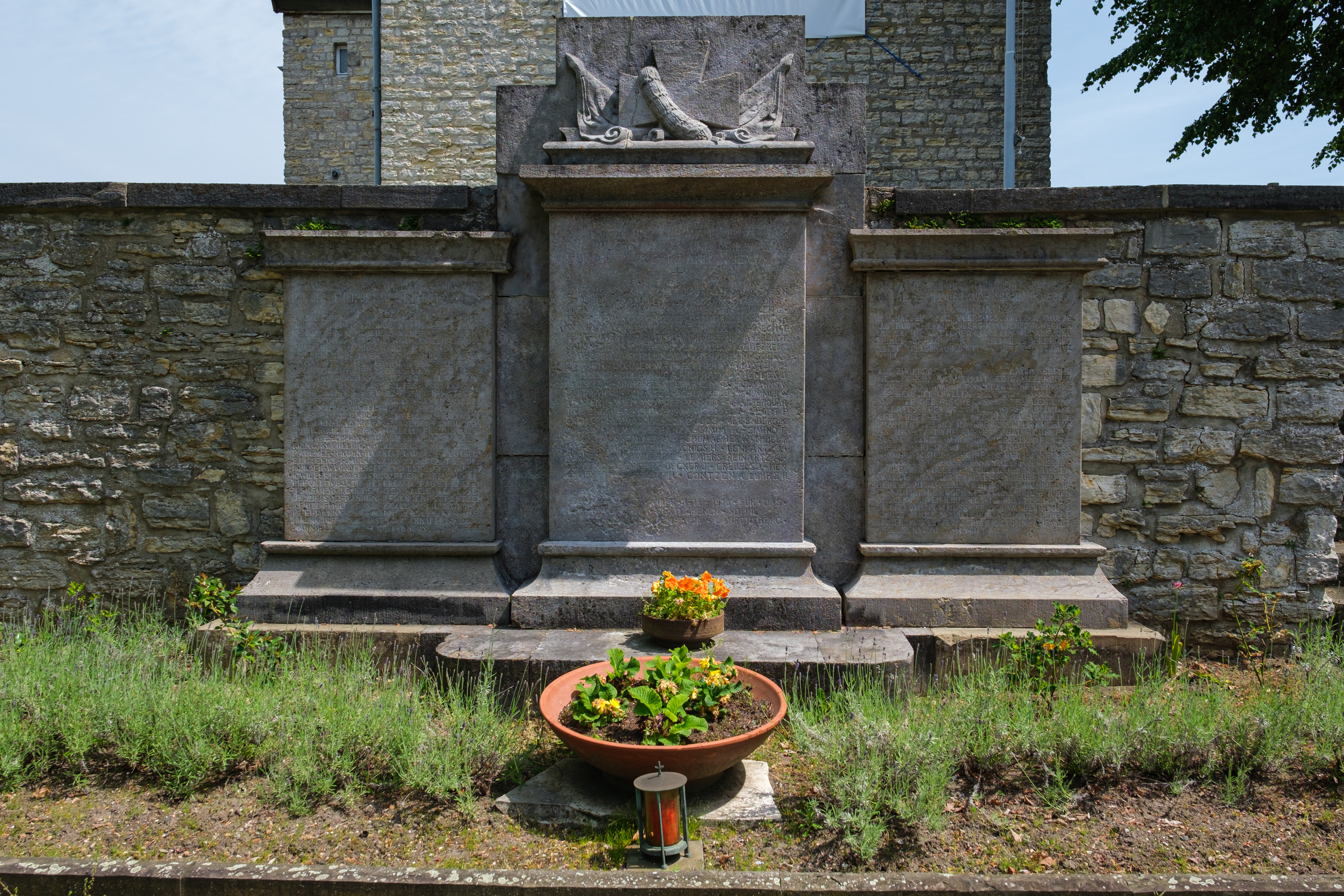
Gefallenendenkmal

Später während der beiden Weltkriege gab es keine größeren Zerstörungen in Laurensberg. Jedoch sind zu der Zeit viele Laurensberger gefallen oder werden vermisst.
Laurensberg wurde mit den Grenzen der alten Pfarre durch die neue Verwaltungsordnung erst eine Munizipalität, dann eine Mairie (Bürgermeisterei). Nach dem Untergang Napoleons I. zählte Laurensberg zur Rheinprovinz und damit zu Preußen. Zu der Gemeinde Laurensberg gehörten neben dem ehemaligen Berger quartier auch drei weitere ehemalige Quartiere des Aachener Reichs: das Soerser Quartier, das Orsbacher Quartier und das Vaalser Quartier.
Am 1. Januar 1972 wurde Laurensberg nach Aachen eingemeindet. In den letzten beiden Jahrzehnten vor dieser Eingemeindung hatte sich Laurensberg mithilfe großzügig aufgeschlossener neuer Wohngebiete in guter Lage zu einer Vorortgemeinde von Aachen entwickelt. Dieser Trend hat sich bis heute fortgesetzt, was sich durch die gewachsene Einwohnerzahl von 9.978 im Jahr 1970 auf 20.436 Ende 1995 belegen lässt.

## Schulen
In Laurensberg befinden sich zwei Grundschulen, die städtische Gemeinschaftsgrundschule Laurensberg und die dreieins Grundschule Aachen, die als staatlich anerkannte Ersatzschule mit einem besonderen Bildungskonzept arbeitet.
Darüber hinaus sind mehrere Schulen im Schulzentrum Hander-Weg zusammengelegt, wobei die Heinrich-Heine-Gesamtschule und das Anne-Frank-Gymnasium die Sekundarstufen I und II anbieten und die David-Hirsch-Schule als Förderschule die Schwerpunkte Hören und Kommunikation.

## Sport
Als Reitsportereignis internationaler Bedeutung findet seit 1924 im Ortsteil Soers jährlich das Reitturnier CHIO (Concours Hippique International Officiel) des Aachen-Laurensberger Rennvereins statt, welches seit 1992 den selbstgewählten Titel Weltfest des Pferdesports trägt. Aufgrund des Reglement der Internationalen Reiterlichen Vereinigung (FEI) darf jedes Land nur einen CHIO austragen. Somit ist der CHIO Aachen die einzige Veranstaltung ihrer Art in Deutschland.

## Verkehr und Infrastruktur

### Busverkehr
Die AVV-Buslinien 7, 17, 27, 37, 43, 44, 47, 70 und 80 der ASEAG verbinden Laurensberg mit Aachen-Mitte und zahlreichen weiteren Stadtteilen sowie mit Herzogenrath, Heerlen und Vaals. Zusätzlich verkehrt in den Nächten vor Samstagen sowie Sonn- und Feiertagen die Nachtbuslinie N2.
| Linie | Verlauf |
| ----- | --- |
| 7     | Verlautenheide – Eilendorf Bf – Bf Rothe Erde – Frankenberger Viertel – Theater – Elisenbrunnen – Aachen Bushof – Ponttor – Laurensberg – Richterich Schönau                                              |
| 17    | Aachen Bushof – Ponttor – Laurensberg – Richterich (→ Bank) – Horbach – Locht Zollmuseum |
| 27    | Brand – Gewerbegebiet Eilendorf Süd – Forst – Bf Rothe Erde – Frankenberger Viertel – Normaluhr – Theater – Elisenbrunnen – Aachen Bushof – Ponttor – Laurensberg – Niersteiner Höfe – Vetschau – Bank    |
| 37    | Brand – Gewerbegebiet Eilendorf Süd – Forst – Bf Rothe Erde – Frankenberger Viertel – Normaluhr – Theater – Elisenbrunnen – Aachen Bushof – Ponttor – Laurensberg – Orsbach – Lemiers                     |
| 43    | (Richterich Schönau /) Laurensberg Rahe – Laurensberg – Westbahnhof – Ponttor – Aachen Bushof – Elisenbrunnen – Preusweg – Hanbruch – Uniklinik                                                           |
| 44    | Schnellbus: Aachen Hbf – Elisenbrunnen – Aachen Bushof – Ponttor – Laurensberg – Richterich – Horbach (D) – Hogeschool Zuyd (NL) – Heerlen                                                                |
| 47    | (Brand –) Hüls – Kaiserplatz – Aachen Bushof – Ponttor – Laurensberg – Richterich – Kohlscheid Weststr. – Pannesheide – Straß – Herzogenrath Bf – Ritzerfeld – Merkstein                                  |
| 70    | Vaals Grenze – Vaalserquartier – Uniklinik – Laurensberg – Richterich – Berensberg – Eulershof – Talbot – Europaplatz – Bf Rothe Erde                                                                     |
| 80    | Uniklinik – Campus Melaten – Laurensberg – Richterich – Kohlscheid Weststr. – Klinkheide – Kohlscheid Markt                                                                                               |
| N2    | Nachtexpress: nur in den Nächten vor Samstagen sowie Sonn- und Feiertagen Elisenbrunnen (→ Aachen Bushof) / (← Karlsgraben) – Ponttor – Laurensberg – Richterich – Horbach – Locht (D) – Gracht Kerk (NL) |